# Список произведений Эдварда Грига
Данный список содержит произведения норвежского композитора Эдварда Грига. Сочинения без авторского опуса обозначаются аббревиатурой EG согласно 20 тому (1995) полного собрания сочинений.

## Для фортепиано с оркестром
- Концерт для фортепиано с оркестром, op. 16 (1868)

## Для оркестра
- Симфония c-moll, EG 119

I. Allegro molto
II. Adagio espressivo
III. Intermezzo
IV. Finale. Allegro molto vivace
- Сигурд Крестоносец / Сигурд Юрсальфар (Sigurd Jorsalfar), op. 22, музыка к пьесе Бьёрнстьерне Бьёрнсона (1872)

1. Прелюдия к I акту
2. Сона Боргильды (Borghilds drøm)
3. Ved mandjevningen
4. Kvad: Norrønafolket
5. Триумфальный марш (Hyldningsmarsch)
6. Интерлюдия I
7. Интерлюдия II
8. Песня короля
9. Hornsignaler

- Пер Гюнт (Peer Gynt), op. 23, музыка к пьесе Генрика Ибсена (1875)[2]

1. Прелюдия к I акту «На свадьбе» (I bryllupsgården)
2. Халлинг (Halling)
3. Спрингар (Springar)
4. Прелюдия ко II акту «Похищение невесты. Жалоба Ингрид» (Bruderovet. Ingrids klage)
5. Пер Гюнт и девушки из Сатера (Peer Gynt og saeterjentene)
6. Пер Гюнт и женщина в зелёном (Peer Gynt og Den grønnkledte)
7. Пер Гюнт: Великий человек — великий всадник! (Peer Gynt: På ridestellet skal storfolk kjendes!)
8. В пещере Горного короля (I Dovregubbens hall)
9. Танец дочери Горного короля (Dans av Dovregubbens datter)
10. Преследование Пер Гюнта троллями (Peer Gynt jages av troll)
11. Пер Гюнт и Лесное чудище (Peer Gynt og Bøygen)
12. Прелюдия к III акту «Смерть Озе» (Åses død)
13. Прелюдия к IV акту «Утреннее настроение» (Morgenstemning)
14. Вор и целитель (Tyven og heleren)
15. Арабский танец (Arabisk dans)
16. Танец Анитры (Anitras dans)
17. Серенада Пер Гюнта (Peer Gynts serenade)
18. Пер Гюнт и Анитра (Peer Gynt og Anitra)
19. Песня Сольвейг (Solveigs sang)
20. Пер Гюнт перед статуей Мемнона (Peer Gynt ved Memnonstøtten)
21. Прелюдия к V акту «Возвращение Пер Гюнта на родину» (Peer Gynts hjemfart)
22. Кораблекрушение (Skipsforliset)
23. Песня Сольвейг в избушке (Solveig synger i hytten)
24. Ночная сцена (Nattscene)
25. Гимн: «О благословенное утро!» (Pinsesalme: «Velsignede morgen»)
26. Колыбельная Сольвейг (Solveigs vuggevise)

- Пер Гюнт. Сюита № 1, op. 46

1. Утро (Morgenstemning)
2. Смерть Озе (Åses død)
3. Танец Анитры (Anitras dans)
4. В пещере Горного короля (I Dovregubbens hall)

- Лирическая сюита, op. 54 (оркестровка избранных пьес из сб. «Лирические пьесы»)

1. Пастушок (Gjaetergut)
2. Норвежский марш (Gangar)
3. Ноктюрн (Notturno)
4. Шествие гномов (Troldtog)

- Пер Гюнт. Сюита № 2, op. 55

1. Похищение невесты. Жалоба Ингрид (Bruderovet. Ingrids klage)
2. Арабский танец (Arabisk dans)
3. Возвращение Пер Гюнта на родину (Peer Gynts hjemfart)
4. Песня Сольвейг (Solveigs sang)

- Сигурд Крестоносец, сюита (Tre Orkesterstykker fra Sigurd Jorsalfar), op. 56

1. Прелюдия (Prelude: ved mannjevningen)
2. Интермеццо (Intermezzo: Borhilds drøm)
3. Марш (Hyldningsmarsch)

- Симфонические танцы, op. 64 (1898)

1. Allegro moderato e marcato
2. Allegretto grazioso
3. Allegro giocoso
4. Andante — Allegro molto e risoluto

## Для хора
4 псалма с музыкой старинных норвежских песнопений (4 Salmer fritt efter gamle norske Kirkemelodier), op. 74
- О как Ты прекрасен! (дат. Hvad est du dog skjøn)
- Сын Божий освободил меня (дат. Guds Søn har gjordt meg fri)
- Иисус Христос воскрес (дат. Jesus Christus er opfaren)
- На небесах (дат. I himmelen)

## Для фортепиано
- Баллада в форме вариаций соль минор, op.24
- Соната для фортепиано ми минор, op. 7 (1865)
- Осенью (I høst), для фортепиано в четыре руки, op. 11 (1866); также для оркестра (1887)
- Лирические пьесы (сборники фортепианных пьес):

Тетрадь 1, op. 12
1. Arietta (Ариетта)
2. Vals (Вальс)
3. Vektersang (Песнь стражника)
4. Alfedans (Танец эльфов)
5. Folkevise (Народная мелодия)
6. Norsk (Норвежский напев)
7. Albumblad (Листок из альбома)
8. Fedrelandssang (Национальный гимн)

Тетрадь 2, op. 38
1. Berceuse (Колыбельная)
2. Folkevise (Народная песня)
3. Melodi (Мелодия)
4. Халлинг (Halling)
5. Springdans (Спрингданс)[4]
6. Elegi (Элегия)
7. Vals (Вальс)
8. Kanon (Канон)

Тетрадь 3, op. 43
1. Sommerfugl (Бабочка)
2. Ensom vandrer (Одинокий путник / Одинокий странник)
3. I hjemmet (На родине)
4. Liten fugl (Птичка)
5. Erotikk (Лирическая пьеса)
6. Til våren (К весне)

Тетрадь 4, op. 47
1. Valse-Impromptu (Вальс-экспромт)
2. Albumblad (Листок из альбома)
3. Melodi (Мелодия)
4. Halling (Халлинг)
5. Melankoli (Меланхолия)
6. Springdans (Спрингданс)
7. Elegi (Элегия)

Тетрадь 5, op. 54
1. Gjetergutt (Пастушок)
2. Гангар
3. Troldtog (Шествие гномов)
4. Notturno (Ноктюрн)
5. Scherzo (Скерцо)
6. Klokkeklang (Колокольный звон)

Тетрадь 6, op. 57
1. Svundne dager (Прошедшие дни)
2. Gade (Гаде)
3. Illusjon (Иллюзия)
4. Geheimniss (Тайна)
5. Sie tanzt (Она танцует)
6. Heimweh (Тоска по родине)

Тетрадь 7, op. 62
1. Sylfide (Сильфида)
2. Takk (Благодарность)
3. Fransk serenade (Французская серенада)
4. Bekken (Ручеек)
5. Drømmesyn (Призрак / Сновидение)
6. Hjemad (Домой)

Тетрадь 8, op. 65
1. Fra ungdomsdagene (Былые годы / Из юных дней)
2. Bondens sang (Песня крестьянина)
3. Tungsinn (Меланхолия)
4. Salong (Салон)
5. I balladetone (Баллада)
6. Bryllupsdag på Troldhaugen (Свадебный день в Тролльхаугене)

Тетрадь 9, op. 68
1. Matrosenes oppsang (Матросская песня)
2. Bestemors menuet (Бабушкин менуэт)
3. For dine føtter (У твоих ног)
4. Aften på højfjellet (Вечер в горах)
5. Bådnlåt (У колыбели)
6. Valse mélancolique (Меланхолический вальс)

Тетрадь 10, op. 71
1. Det var engang (Жили-были… / Однажды)
2. Sommeraften (Летним вечером)
3. Småtroll (Кобольд)
4. Skogstillhet (Лесной покой)
5. Halling (Халлинг)
6. Forbi (Былое / Минувшее)
7. Efterklang (Воспоминание)

- Норвежские танцы, для фортепиано в 4 руки, op. 35 (версия для оркестра — 1881)
- 25 норвежских песен и танцев (25 norske folkeviser og danser), op. 17
- 19 норвежских народных песен (19 norske folkeviser), op. 66
- Норвежские крестьянские танцы (Slåtter), op. 72[5]

1. Gibøens Bruremarsch (свадебный марш)
2. John Væstafæs Springdans (спрингданс)
3. Bruremarsch fra Telemarken (Свадебный марш из Телемарка)
4. Haugelåt. Halling (халлинг)
5. Prillaren fra Os Praestegjeld (Пастушмй рог)[6]
6. Гангар (Myllarguten's gangar)
7. Røtnams-Knut. Halling (халлинг)
8. Bruremarsch efter Møllarguten (Свадебный марш)
9. Nils Rekves halling (халлинг)
10. Knut Luråsens halling I (халлинг)
11. Knut Luråsen's Halling II (халлинг)
12. Springdans (efter Møllarguten) (спрингданс)
13. Håvar Gibøens Draum. Springdans (спрингданс)
14. Tussebrurefæra på Vossevangen. Gangar (Свадебная процессия гоблинов. Гангар)
15. Skuldalsbrura. Gangar (гангар)
16. Kivlemøyerne. Springdans (Девушки из долины Кивле. Спрингданс)
17. Kivlemøyerne. Gangar (Девушки из долины Кивле. Гангар)

## Камерные произведения
- Соната № 1 для скрипки и фортепиано фа мажор, op. 8 (1865)
- Соната № 2 для скрипки и фортепиано соль мажор, op. 13 (1867)
- Струнный квартет соль минор, op. 27 (1877—1878)
- Соната для виолончели и фортепиано, op. 36 (1882)
- Соната № 3 для скрипки и фортепиано до минор, op. 45 (1886—1887)

## Песни и романсы
Примечание 1. Произведения написаны для голоса и фортепиано, если не указано иное. Тексты песен Грига написаны на датском языке, если не указано иное

Примечание 2. Традиционные русские, немецкие и английские заголовки песен могут отличаться по смыслу от оригинальных
- 4 песни, op. 2 (на немецком языке)

1. Мельничика (Die Müllerin)
2. Закутанные в серые облака (Eingehüllt in grauen Wolken)
3. Стоял я в тёмных раздумьях (Ich stand in dunkeln Träumen)
4. Что мне сказать? (Was soll ich sagen?)

- 6 стихотворений, op. 4 (на немецком языке)

1. Сирота (Die Waise)
2. Утренняя роса (Morgenthau)
3. Прощание (Abschied)
4. Песня охотника (Jägerlied)
5. Старая песня (Das alte Lied)
6. Куда они ушли? (Wo sind sie hin?)

- Мелодии сердца (Hjertets Melodier), op. 5 (текст Х. К. Андерсена)

1. Карие глаза (To brune Øjne)
2. Вечный ход волн (Du fatter ej Bølgernes evige Gang)[7]
3. Люблю тебя (Jeg elsker dig)
4. Мой разум как могучая гора (Min tanke er et mægtigt Fjeld)

- Романсы и баллады, op. 9

1. Арфа (Harpen)
2. Колыбельная (Vuggesang)
3. Закат солнца (Solnedgang)
4. Отплытие (Udfarten)

- 4 романса, op. 10

1. Благодарность (Taksigelse)
2. Песня леса (Skovsang)
3. Песня цветов (Blomsterne tale)
4. Песня гор (Sang på fjeldet)

- 4 романса, op. 15

1. Колыбельная Маргариты (Margretes Vuggesang af "Kongs-Emnerne")
2. Любовь (Kjærlighet)
3. Народная песня из Лангеланда (Langelandsk Folkemelodi)
4. Материнская скорбь (Modersorg)

- 9 романсов и песен, op. 18

1. Прогулка в лесу (Vandring i skoven; Х. К. Андерсен)
2. Она белее снега (Hun er saa hvid; Х. К. Андерсен)
3. Последняя песнь поэта (En digters sidste sang; Х. К. Андерсен)
4. Осенние бури (Efteraarsstormen; К. Рихардт)
5. Поэзия (Poesien; Х. К. Андерсен)
6. Берёзка (Ungbirken; Й. Му)
7. Избушка (Hytten; Х. К. Андерсен)
8. Розовые бутоны (Rosenknoppen; Х. К. Андерсен)
9. Серенада для Вельхавена (Serenade til Welhaven; Б. Бьёрнсон), для баритона и мужского квартета

- 4 стихотворения из романа «Рыбачка» Бьёрнсона, op. 21 (Fire digte af Fiskerjenten)

1. Первая встреча (Det første Møde)
2. Доброе утро (God morgen)
3. Дарю свою песню весне (Jeg giver mit Digt til Våren)
4. Спасибо за совет (Tak for dit Råd)

- 6 стихотворений Г. Ибсена, op. 25

1. Шпильманы (Spillemaend)
2. Лебедь (En svane)
3. Эпитафия (Stambogsrim)
4. С кувшинкой (Med en vandlilje)
5. Прощай! (Borte!)
6. Птичья песня (En fuglevise)

- 5 стихотворений, op. 26

1. Надежда (Et Håb)
2. Чудесным летним вечером (Jeg reiste en deilig Sommerkvaeld)
3. Честолюбивый (De Aergjerrige)
4. Весенний первоцвет (Med en Primula veris)
5. На лесной тропе / Осеннее настроение (På Skogstien / Herbststimmung)

- В плену гор (Den Bergtekne), для баритона и струнного оркестра, op. 32
- 12 мелодий, op. 33

1. Молодость (Guten)
2. Весна (Våren)
3. Раненое сердце (Den sårede)
4. Ягода (Tytteæret)
5. У источника (Langs ei Aa)
6. Виде́ние (Eit Syn)
7. Старая мать (Gamle Mor)
8. Первым делом (Det Første)
9. В Рондане / На пути домой / На холмах (Ved Rundarne / Auf der Reise zur Heimat / On the hills)
10. Кусочек дружбы (Et Vennestykke)
11. Вера (Trudom)
12. Цель (Fyremål)

- Романсы («Прежде и теперь»); Romancer (aeldre og nyere), op. 39

1. Из Монте Пинчо (ноктюрн) (Fra Monte Pincio)
2. Тайная любовь (Dulgt Kjaerlighed)
3. На травянистом склоне (I Liden højt deroppe)
4. Среди роз (Millom Roser)
5. На могиле молодой жены (Ved en ung Hustrus Båre)
6. Я слышу песни звук (Hører jeg Sangen klinge)

- Воспоминания о горах и фьордах (Fra Fjeld og Fjord), op. 44 (Х. Драхман)

1. Пролог (På Skineggen ind mod Jotunhejm)
2. Юханна (Johanne)
3. Рагнхильда (Ragnhild)
4. Ингеборга (Ingebjørg)
5. Рагна (Ragna)
6. Эпилог (Farvel til Tvindehougen)

- 6 песен, op. 48 (на немецком языке)

1. Привет (Gruß; Г. Гейне)
2. Однажды разум мой уснёт[8] (Dereinst, Gedanke mein; Э. Гейбель)
3. Так устроен мир (Lauf der Welt; Л. Уланд)
4. Умолкнувший соловей (Die verschwiegene Nachtigall; Вальтер фон дер Фогельвейде)
5. Время роз (Zur Rosenzeit; И. В. Гёте)
6. Сон (Ein Traum; Ф. Боденштедт)

- 6 стихотворений Х. Драхмана, op. 49

1. Вы видели парня, который проходил (Så du Knøsen, som strøg forbi)
2. Vug, o Vove
3. Приветствую вас, дамы (Vær hilset, i Damer)
4. Вечер стал ярким и долгим (Nu er Aftnen lys og lang)
5. Рождественский снег (Jule-Sne)
6. Весенний ливень (Forårsregn)

- Норвегия (вокальный цикл на стихи Джона Паульсена), op. 58

1. Дорога домой (Hjemkomst)
2. К Норвегии / К Родине (Til Norge / An das Vaterland)
3. Хенрик Вергеланд (Henrik Wergeland)
4. Пастушка (Turisten)
5. Эмигрант (Udvandreren)

- Элегические стихи (Elegiske Digte), op. 59 (Й. Паульсен

1. Прощание осени (Når jeg vil dø)
2. На обнажённых скалах Норвегии (På Norges nøgne fjelde)[9]
3. К ней (№ 1) (Til Én I)
4. К ней (№ 2) (Til Én II)
5. Прощай (Farvel)
6. Ты упокоилась в земле (Nu hviler du i jorden)

- Стихотворения, op. 60 (5 песен на стихи В. Крага)

1. Маленькая Кирстен / Margaretlein (Liden Kirsten / Маленькая Маргарита)
2. Жалоба матери (Moderen synger)
3. На воде / На лодке (Mens jeg venter / Im Kahne)
4. Крик птицы (Der skreg en fugl)
5. И я хочу возлюбленную (Og jeg vil ha mig en hjertenskjaer)[10]

- Детские песни, op. 61

1. Океан (Havet)
2. Рождественская ёлка (Sang til Juletraeet)
3. Локон (Lok)
4. Песня рыбака (Fiskevise)
5. Вечерняя песня для Блакена (Kveld-sang for Blakken)
6. Норвежские горы (De norske fjelde)
7. Гимн отечеству (Faedrelands-salme)

- Горянка (Haugtussa), op. 67 (вокальный цикл на стихи А. Гарборга[11]; 8 песен)

1. Обольщение (Det syng)
2. Ве́слемьё (Veslemøy)[12]
3. Черничный склон (Blaabærli)
4. Встреча / Свидание (Møte / Stelldichein)
5. Любовь (Elsk)
6. Танец козлят (Killingdans / Zickeltanz)
7. Скверный день (Vond Dag)
8. У ручья (Ved Gjaetle-Bekken)

- 5 стихотворений, op. 69 (Отто Бенцон)

1. Лодка качается на волнах (Der gynger en Baad paa Bølge)
2. Моему сыну (Til min Dreng)
3. На могиле матери (Ved Moders Grav)
4. Улитка, улитка! (Snegl, snegl!)
5. Сны (Drømme)

- 5 стихотворений, op. 70 (Отто Бенцон)

1. Эрот (Eros)
2. Я живу в тоске (Jeg lever et Liv i Laengsel)
3. Светлая ночь (Lys Nat)
4. Ступай осторожно (Se dig for, naar du vaelger din Vej)
5. Песня поэта (Digtervise)

### Песни без опуса
- Принцесса (Prinsessen), EG 133
- Девушка с гор (Haugtussa), EG 152 (12 песен[13]; дополнение к op. 67)
- Колыбельная в Рождество (Julens vuggesang), EG 155
- Охотник (Jaegeren), EG 157
- 6 песен с оркестром, EG 177

## Незавершённые сочинения
- Опера "Олаф Трюгвасон" / Olav Trygvason, op. 50 (сохранились 3 сцены)